# 乔治·赫伯特·沃克·布什
乔治·赫伯特·沃克·布什（英語：George Herbert Walker Bush，1924年6月12日—2018年11月30日），美国政治人物，第41任美国总统。歷任美国副总统、美国国会众议员、美國駐北京联络处主任、中央情报总监。他常被人稱為老布什（Bush Senior），以區別其長子、第43任美國總統小布什（Bush Junior）。
1988年美國總統選舉，老布什承接罗纳德·里根的光環而壓倒性當選總統。在他總統任內最為人知的政績，莫過於1991年的波斯灣戰爭，美国在战争中成功擊敗伊拉克，並實施經濟制裁。不久後蘇聯解體促成冷戰告終，使美國確立了作為世界警察和超級大國的國際地位。但之後因國內的經濟問題，老布什於1992年美國總統選舉中败于比尔·克林顿，尋求連任失敗。由於他在外交方面的成就較為突出，使其經常被評價為美國歷史上最好的一任任期總統。
2018年11月30日，老布什在德克萨斯州休斯敦家中安詳辭世，享耆壽94歲。

## 生平

### 早年

1岁时的老布希

1924年6月12日，喬治·赫伯特·華克·布希出生於美國東岸馬薩諸塞州米爾頓市亞當斯街第173號寓所。父親是普雷斯科特·布希，母親是多蘿西·布希。求學時代，布希曾擔任很多領導性職位，如學生會秘書長、籌款委員會主席、校報編輯，以至棒球隊隊長等。1942年，他於安多佛菲利普斯學院畢業。

### 從軍

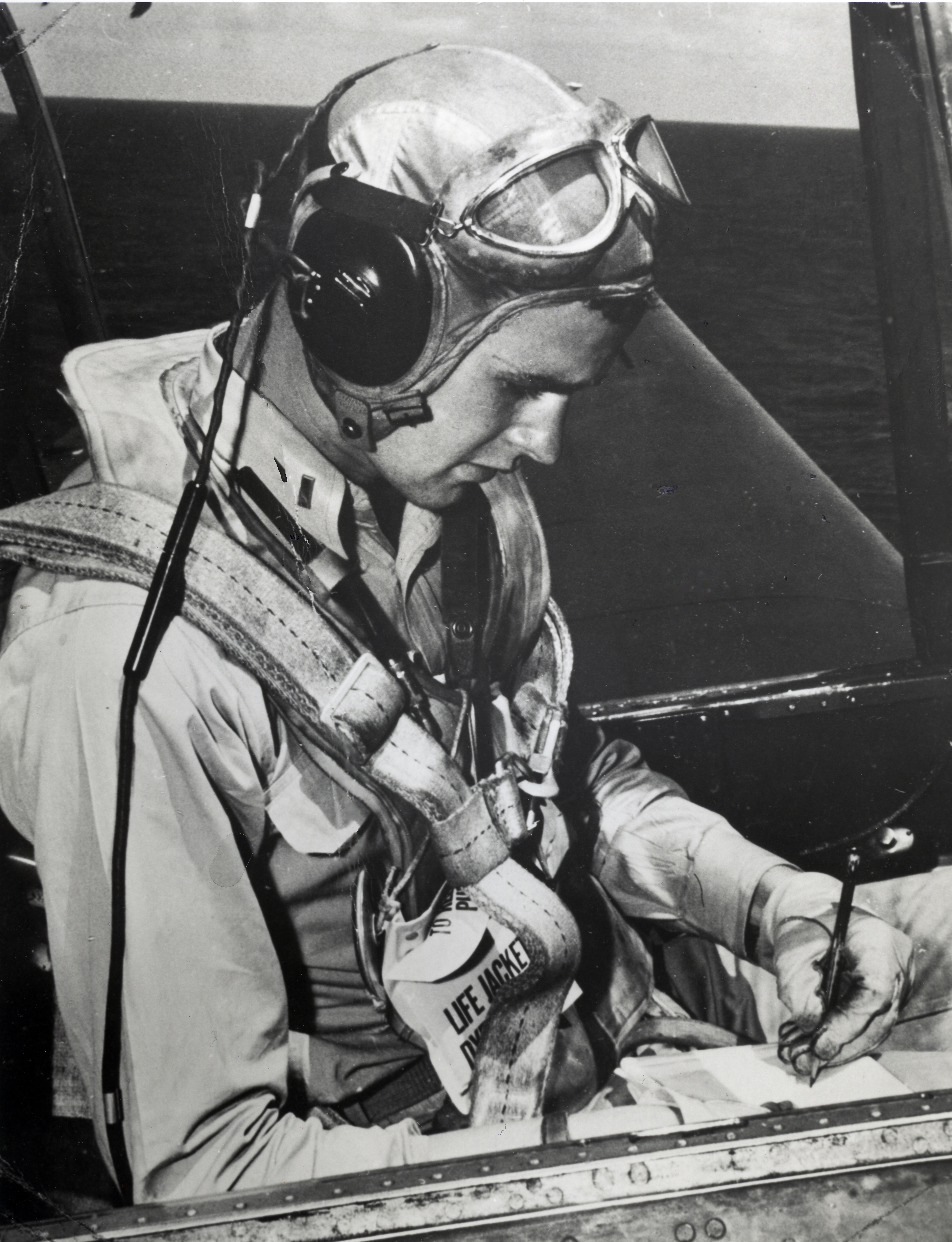
青年時代的老布希參與二次大戰

1943年，時值第二次世界大戰，布什在18歲的生日當天加入了美國海軍，並且在尚未年滿19歲時就正式被授與任務成為真正的海軍飛行員，成爲當時最年輕的海軍飛行員之一，被派駐到聖哈辛托號航空母艦（USS San Jacinto CVL-30）上，擔任魚雷轟炸機飛行員，並執行了共58次的軍事任務。
1944年，布希所乘飛機在小笠原群島中的父島附近遭到日軍炮火擊中。機組中僅有布希被美國的潛艇救起，其餘8人成為了日本的俘虜，並被殺害，當中5人的屍體更在一系列的食人事件中被煮食。

### 退伍
1945年1月6日，布希與芭芭拉·皮爾斯結婚。同年9月退伍進入耶魯大學攻讀經濟學，1948年獲經濟學學士學位。畢業後移居南部的德克萨斯州，加入石油探勘業。1951年與其他人合作創辦布希－奧弗比石油開發公司。1953年至1959年間，布什是扎帕塔石油公司的創辦人和董事。1956年至1964年間，是休斯頓扎帕塔近海石油公司總經理。

### 從政生涯
布什從政生涯始於1964年，當時他是德克薩斯州哈里斯縣共和黨大會主席。1966年他當選為國會眾議員，曾任眾議院籌款委員會委員。1970年競選參議員失敗後，1971年至1973年，他出任美国常驻联合国代表。1973年至1974年，任共和黨全國委員會主席。1974年至1975年，任美國駐北京聯絡處主任。1976年至1977年，出任中央情報局局長兼負責人。1977年，民主黨的吉米·卡特就任總統後，他離開政壇，擔任過賴斯大學副教授，並返回德克薩斯州經商。他同時還是達拉斯、倫敦、休斯頓等地第一國際銀行和一些公司的董事，也是哈特基金會會長。

#### 美国驻北京联络处

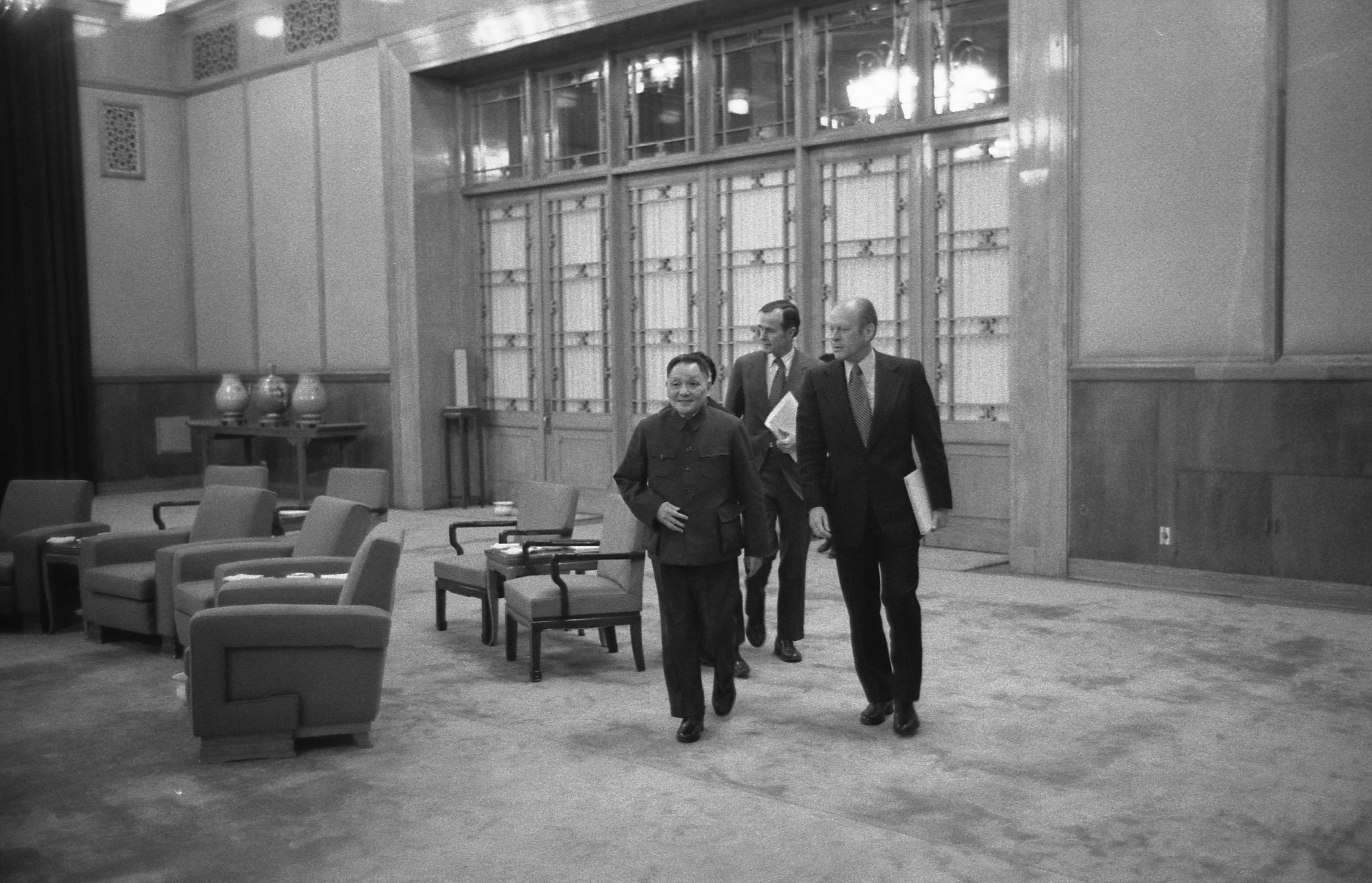
1975年擔任美駐京聯絡處主任（大使级）期間，與美國總統傑拉爾德·福特會見中華人民共和國國務院副總理鄧小平

布什从1974年10月21日到1975年12月7日在北京担任相当于实质大使馆性质的美国驻北京联络处主任。布什也是目前唯一曾任駐華大使级别外交职务的總統。

#### 美国中央情报局
布什在1976年1月30日－1977年1月20日期间担任中情局长的职务，参与了巴拿马的一些政治运作，他也是目前唯一曾任中情局長的總統。

#### 副總統

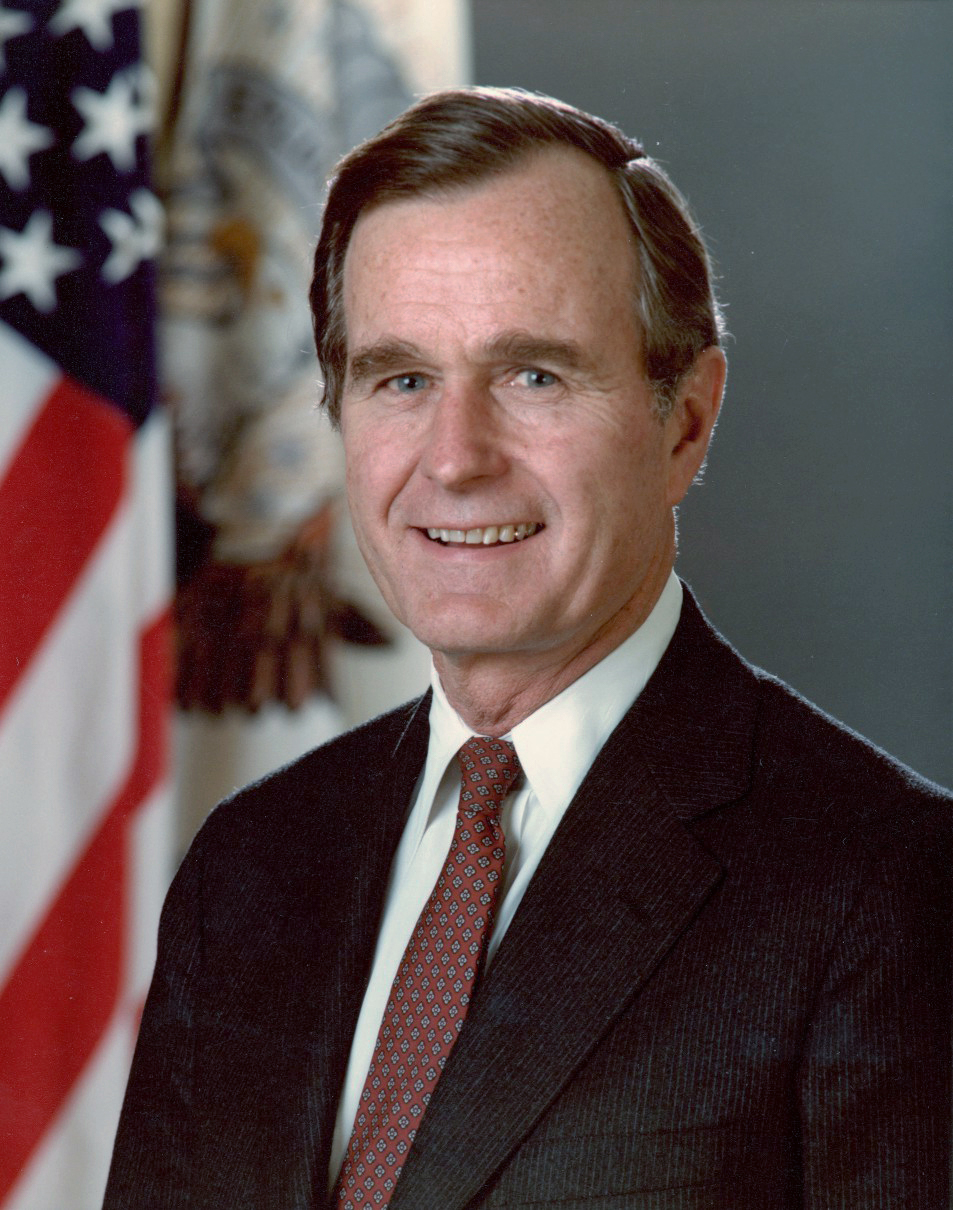
副總統布什的官方照片

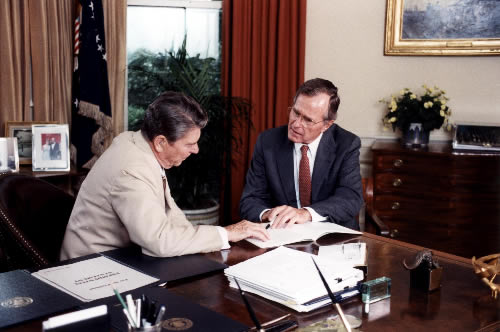
布什與雷根商談政務

1980年布什參選總統，但在初選中敗给前加州州長罗纳德·里根。此後他答應擔任雷根的副手，兩人拍擋參選並最終取得勝利，其後布什在雷根任职总统期间担任了八年的副总统。任內他極力保持著低調，曾出席過不少大大小小的公開場合，包括多個國葬儀式。這些都被媒體當作是喜劇的材料。
1981年3月30日雷根遇刺後，布什曾被其幕僚要求直接乘坐直昇機返華盛頓，但布什拒絕了，並稱這不符合副總統的規格。其後雷根與布什任內沒有出現重大紛爭，一般相信與此事有關。布什曾主持過一個專門的委員會，解除了逾百條被認為是過時的條例，並對其他條例作出修訂，縮減聯邦政府的規模，以配合雷根經濟學的「小政府」主張。
1985年7月13日，雷根因健康問題需接受手術，布什在此期間接替雷根代理總統，這是美國歷來第一個副總統暫代總統的職務。

#### 總統

1988年美國總統選舉結果。雖然勝出的州份不及列根，但老布什仍取得全美的40個州份，此後共和黨直到2000年小布希之前，皆不曾在東北部及太平洋州份中勝出。

布什於1988年美國總統選舉，終於能代表共和黨參加該年的總統大選。在選舉中期，杜卡基斯與布什的支持不分上下。但是，在總統選舉辯論中，立場反對死刑的杜卡基斯在論壇上對關於死刑存廢的錯誤回應，使他的支持度大幅下滑。並最終於該年大選中，布什在普選票中得票以54%對46%大勝民主黨對手、布什荣光入主白宫，他在選舉人票壓倒性地以426票擊敗只有111票的杜卡基斯，布什也成為自1836年馬丁·范布倫以來，首位在同一政黨的前總統完成任期後以副總統身份接任的總統。此外，這次總統大選，也是共和黨在2000年小布希贏得新罕布夏州以及2016年唐納·川普贏得賓州和緬因州第二國會選區前，最後一次在東北部及太平洋沿岸州份勝出。
布什就任美国总统期间，正值是冷戰結束之時，經歷兩德統一、蘇聯解體以及东欧脱离社会主义制度。在一次總統演說中，布什就曾這樣說過以下一番話：
|  | 我們生活在一個和平與繁榮的世界裡，但我們可以幹得更好。世界需要自由，需要自由的價值吹遍全世界；獨裁極權將走向末路，就像枯葉一樣從古樹上掉下來。一個強調自由的國家即將會採取行動，去迎接這個新世代的來臨。 |

1989年2月，刚刚就任美国总统的布什访问了中国，这是他1975年以来的第5次访华。在中国期间他与中共中央总书记赵紫阳、中共中央军委主席邓小平、中国国家主席杨尚昆、中国国务院总理李鹏等领导人会面。

##### 蘇聯解體
布什于1991年7月跟苏联总统戈尔巴乔夫签署《第一阶段裁减战略武器条约》，8月1日访问乌克兰基辅时发表由康多莉扎·赖斯撰写的《基辅鸡演说》，警告乌克兰“自杀式民族主义”，表示不赞同乌克兰独立，引发争议。同年年底苏联解体，正式标志冷战结束。

##### 波斯灣戰爭
1990年8月1日中東局勢变得緊張，由萨达姆·侯赛因領導的伊拉克，揮軍入侵擁有豐富石油資源的鄰國──科威特。由於中東是世界主要石油產地，西方世界擔心油價會受到影響，把萨达姆看作为一個巨大的威脅。布什起先發表聲明，譴責伊拉克的入侵，是薩達姆膽敢與西方世界對抗的舉動。他還很快就宣布美国将发动一项旨在防止伊拉克入侵沙特阿拉伯的防御行动──「沙漠盾牌行动」。
美国国务卿詹姆斯·贝克组织了一个反伊拉克的34个国家的联盟：阿富汗、阿根廷、澳大利亚、巴林、孟加拉国、加拿大、捷克斯洛伐克、丹麦、埃及、法国、德国、希腊、匈牙利、洪都拉斯、意大利、科威特、摩洛哥、荷兰、尼日尔、挪威、阿曼、巴基斯坦、波兰、葡萄牙、卡塔尔、沙特阿拉伯、塞内加尔、大韩民国、西班牙、叙利亚、土耳其、阿拉伯联合酋长国、英国和美国。在这场战争中的66万人军队中美军佔74%。

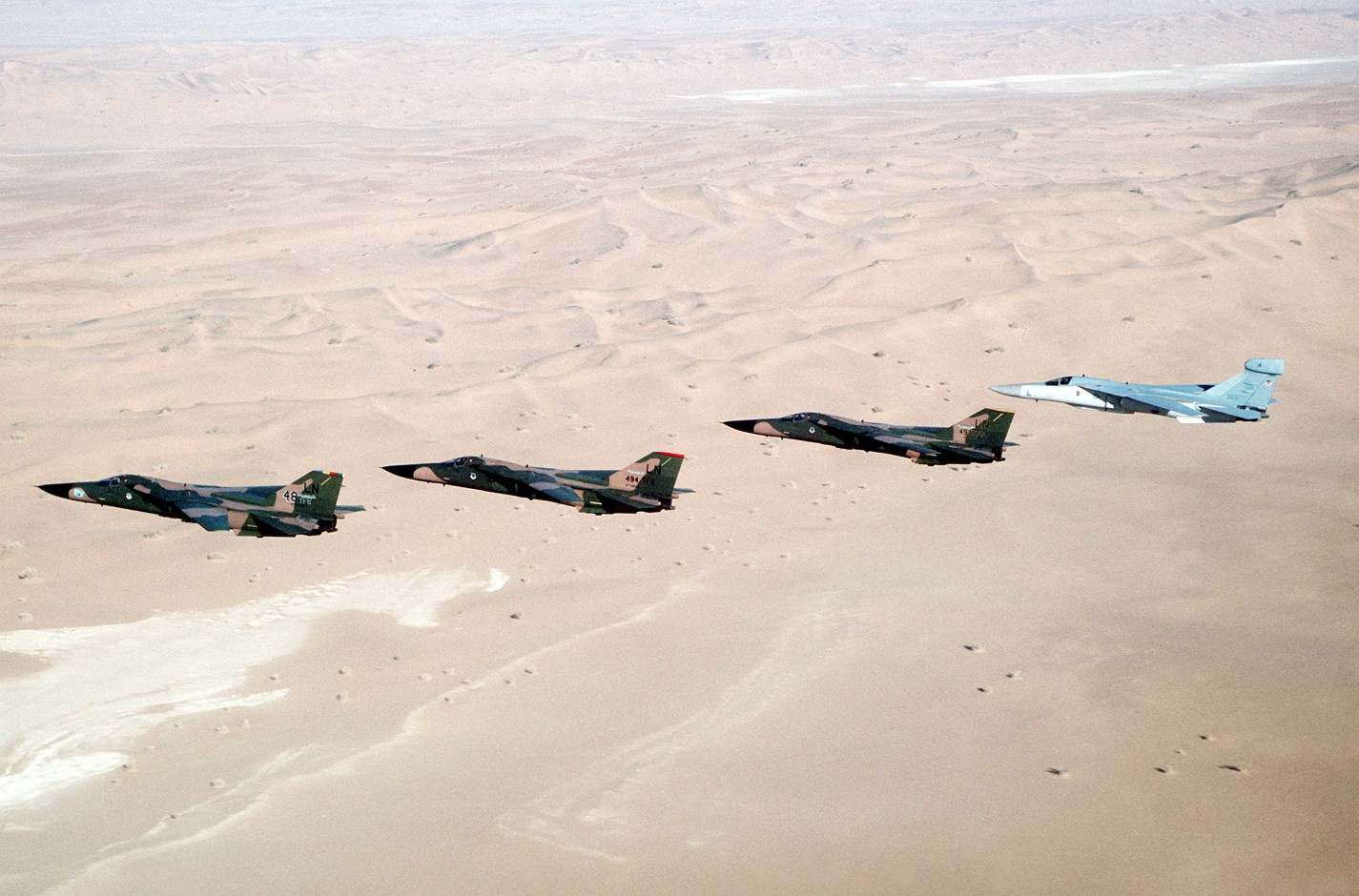
1991年波斯灣戰爭中空襲伊拉克

1991年1月12日，美国国会授权军队将伊拉克逐出科威特，此后不久联盟其它国家也授予它们的军队以同样的权力。1月16日，聯軍開始執行名為「沙漠風暴行動」的強烈空襲：每天的攻擊次數上千。使用的武器有制導炸彈、集束炸彈、空爆炸彈和巡航導彈。相應地伊拉克次日向以色列發射了8顆飛毛腿導彈。盟軍的首要目標是摧毀伊拉克的空軍和防空設施。這個任務很快就完成了，在此後的戰爭期間盟軍空軍幾乎暢通無阻。雖然伊拉克的防空能力比預期的要好，但在戰爭第一天盟軍只損失了一架飛機。
戰爭只維持一個月，1991年2月22日伊拉克被迫同意一个由苏联提出的停火协议。这个协议要求伊拉克在三周内退回到战前的位置。美国说回退的伊拉克军队将不被攻击，并限令伊拉克于24小时内撤兵。2月24日，美军开始了被称为“沙漠军刀”的陆战行动。2月26日伊拉克军队开始退出科威特。3月10日，美军从波斯湾撤离了54万军队。
美军认为伊拉克有可能使用化学武器，科林·鲍威尔后来建议在这种情况下美军可以炸开底格里斯河和幼发拉底河上的大坝来水淹巴格达。但这个建议未被采纳。美国一开始希望萨达姆会被内部政变推翻。中央情报局被授权在伊拉克内部挑拨动乱。但当伊拉克南部人民开始暴动反对萨达姆时，美国没有支持他们，因为其它同盟者反对入侵伊拉克。结果是这场暴乱被血腥镇压。而且中央情报局中负责组织暴乱的人被撤职并被指责“违反了不许组织暴乱的命令”。
1998年出版的书《改变世界》中布什讨论过改变伊拉克政府的问题：
|  | 假如我们在1991年消灭萨达姆政府，将陆战改为入侵伊拉克的话，那么我们将违反我们不在行动中改变目标的宗旨，进入目标異動的状态，其结果是不可估算的人道和政治代价……我们将不得不佔领巴格达和整个伊拉克。而同盟将立刻解散，阿拉伯国家会愤怒地离开我们，其它同盟国也会离开。在这种情况下我们卻没有任何可行的、不违反我们的原则的“逃避计划”……假如我们入侵的话，美国可能今天还是一个敌对国的佔领者。其结果——可能是悲惨的——将是另一个样子。 |

除了波斯湾战争外，美军1989年也派兵入侵中美洲巴拿马，这个行动稱为正义之师作战（Operation just cause），布什派出2.7万名美军，推翻军事独裁者的诺瑞嘉。

##### 經濟問題

1992年美國總統選舉結果。克林頓在多個主州份的選舉人票都獲勝，而老布什則僅主要在中西部及南部取得選舉人票。此後共和黨皆難以在東北部及太平洋州份勝出。

布什上任面對的第一個經濟問題就是財政赤字。由於過去和蘇聯進行軍備競賽，大幅增加國防預算，1990年美國已出現2200億美元的赤字，是1980年的三倍。布什認為解決的良方是減少政府開支，但在民主党控制的國會壓力下，最終布什只能選擇加稅來解決赤字問題；但這一舉動違反了他在1988年的競選承諾，當時布什曾說：「听好了，不加税」。
在布什任內，美國還曾經歷過一段長六個月的經濟衰退，失業率跳升至高位，使美國聯邦政府福利開支大為增加。至1992年失業率已上升達7.8%，是自1984年以來最高的水平。
在1990年一次記者會中，布什曾稱他比較喜歡處理外交政策多於國內經濟問題，這一番話被外界視為布什愛打仗却漠視經濟的證據。
在1992年美國總統選舉中，代表民主党出戰的比尔·克林顿就以一句貼中刻下美國處境的標語攻擊布什：「問題是經濟，笨蛋！」最終，布什因国内经济萧条而败给克林顿，結束共和黨12年執政。在選舉人票當中，布什僅得168張，反觀克林頓則取得370張選舉人票，贏得32州。但老布什因受同屬德州的另一候選人、富豪罗斯·佩罗的競爭而流失選票（裴洛取得19%的普選票），克林頓因此未能取得過半數的全國普選票（43%），布什的普選票（37%）實際上只和克林頓相差六個百分點，假使佩罗無參選，布什仍有機會勝出。

## 卸任及離世

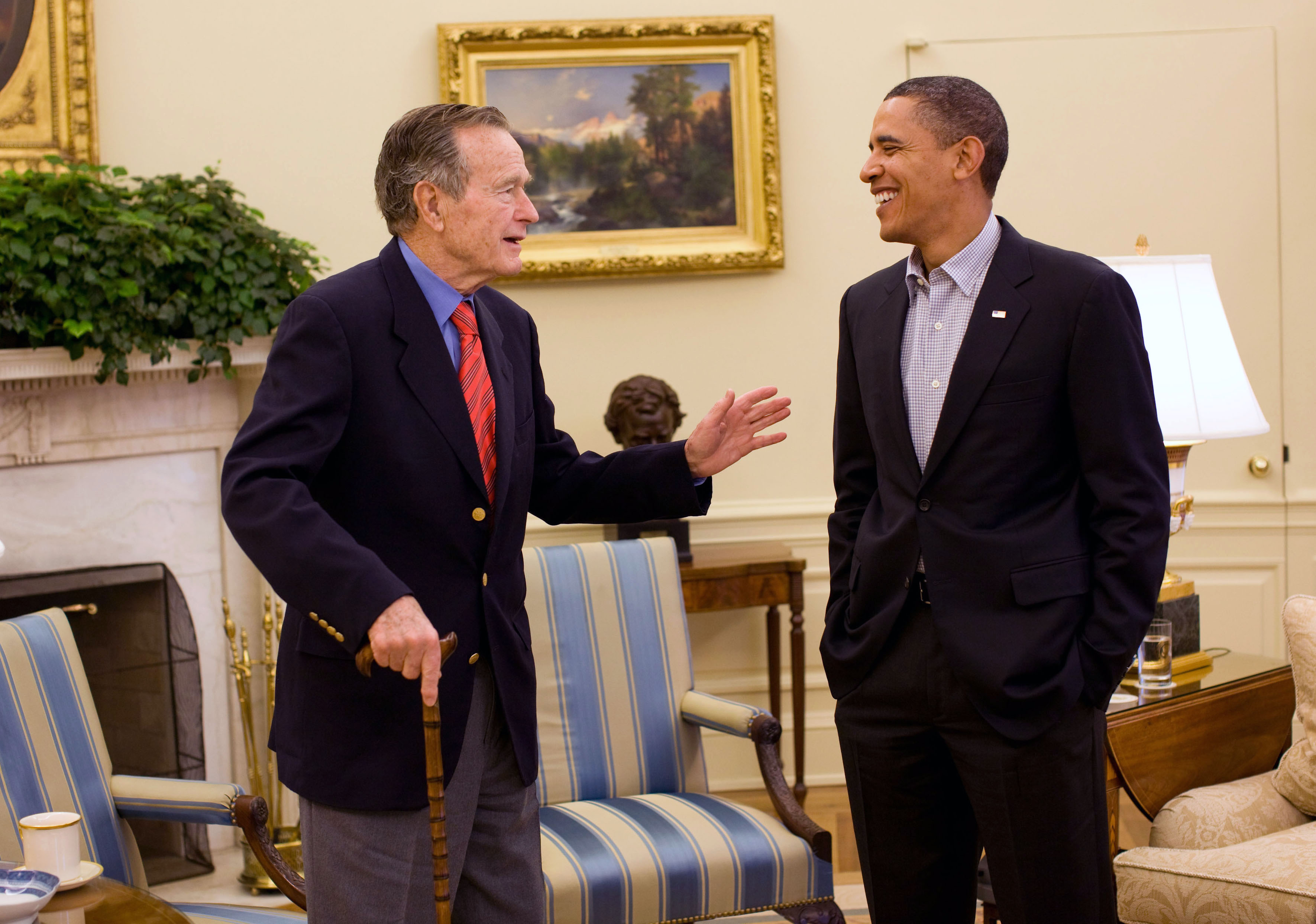
老布什与贝拉克·奥巴马在椭圆形办公室（2010年1月30日）

自1992年美國總統選舉落敗以後，老布什一直在休士頓過着悠閒的退休生活，甚少在公眾場合露面。1993年11月17日受邀訪問台灣，發表演說並與李登輝總統球敘。
2012年底，老布什證實患上帕金森氏症，這使他行動不自如並需坐輪椅。
2017年11月25日，老布希以93歲166天之齡超越傑拉爾德·福特，成為歷任美國總統中最長壽者。
2018年4月17日，與其結婚73年的妻子、前第一夫人芭芭拉·布殊離世，老布殊出席其喪禮，此乃其最後一次公開露面。
2018年11月30日，老布希在休斯頓家中離世，享耆壽94歲。美國前總統克林頓（同時也曾經是老布希的對手）、吉米·卡特、其長子乔治·沃克·布什、奧巴馬，以及時任總統特朗普均表達哀悼。蘇聯前領袖戈爾巴喬夫讚揚老布殊的付出。
美國政府宣布定12月5日為全國哀悼日，並將舉行國葬。當天早上，老布希的靈柩由國會山莊運到華盛頓國家大教堂。葬禮結束後，老布希的遺體經鐵路運回老家休斯敦，放置於聖公會聖馬丁教堂安息。這天，紐約股市休市一日以示哀悼，白宮下半旗以示哀悼。

## 評價
西方及美國民眾對老布什的普遍評價是正面的，尤其是老布什在任內經歷過蘇聯解體和東歐共產黨政權相繼變更，成功促成東歐共產國家民主轉型及和平轉移政權，西方評論都認為這是老布什的貢獻。而在波斯灣戰爭中老布什果斷地向侵略科威特的伊拉克宣戰，使西方在軍事政策上，都是傾向於支持老布什。不過輿論也批評波斯灣戰爭令中東局勢變得混亂，更批評他犯下戰爭罪行，此外，他介入中東事務，包括加強阿拉伯國家駐軍的決定，使美國從此在中東事務不能抽離。
老布什在之後處理經濟問題的不善，加上執政時違反不加稅的選舉承諾，被認為是他最後在1992年總統選舉連任失敗的部分原因。
老布希任內蘇聯解體導致冷戰結束，奠定美國在全世界的單極霸權地位。冷戰結束後，美國以世界警察之姿，發動波斯灣戰爭，從此也奠定了世界警察的地位，但也讓往後的美國在中東深陷泥沼。例如伊拉克戰爭及阿富汗戰爭，導致恐怖主義蔓延全球；以色列與阿拉伯世界紛爭不斷，都有美國以世界警察之姿介入的身影。美國自此直接介入中東事務且選邊站，從此不能抽離。

## 著作
《乔治·布什自传-展望未来》1988国际文化出版社、上海人民出版社

## 婚姻
老布什和夫人芭芭拉1941年在一场圣诞舞会上首次相遇，两人一见钟情，当时芭芭拉年仅16岁，老布什17岁。1945年1月6日，第二次世界大战中身为海军飞行员的老布什利用休假时间与爱人芭芭拉两人在纽约州莱伊举行了婚礼。多年以后，芭芭拉告诉家人，自己嫁给了她曾亲吻过的第一个男人。老布什和妻子芭芭拉結婚73年，超越了美国第二任总统约翰.亚当斯夫妇54年的婚姻纪录。

## 家庭
- 父親：普利史考特·布希，美國康乃狄克州聯邦參議員（1895年5月15日－1972年10月8日）
- 妻子：美國第一夫人芭芭拉·布什（1925年6月8日－2018年4月17日）
- 子女：

1. 乔治·沃克·布什，1946年7月6日出生，第46屆德克薩斯州州長（1995年－2000年）、第43任美國總統（2001年1月20日－2009年1月20日）
2. 波琳·羅賓遜·布什，1949年12月20日出生，1953年10月11日患白血病夭折。
3. 傑布·布殊，1953年2月11日出生，第43屆佛羅里達州州長（1999年1月5日－2007年1月4日）
4. 尼爾·馬倫·布什（英语：Neil Bush），1955年1月22日出生，銀行家、石油商、地產商
5. 馬文·皮爾斯·布什（英语：Marvin P. Bush），1956年10月22日出生，商人、投資顧問
6. 多萝西·布什·科克（英语：Dorothy Bush Koch），1959年8月18日出生

## 庆生
老布什第一次跳伞经历发生在1944年9月。当时，他驾驶的飞机被日军击落。后来，这位美国前总统许愿说，要在自己90岁生日时候跳伞庆祝。2014年6月12日，90高龄的美国前总统老布什在美国东部缅因州跳伞庆祝自己生日。当天，共有逾200名亲朋好友参加了布什的生日宴会。此前老布什在2004年80岁、2009年85岁生日也曾跳伞庆祝。

### 引用
1. 1 2  . ABC News. 2018-12-01  [2018-12-01]. （原始内容存档于2019-04-14）.
2. 1 2  Nagourney, Adam. . The New York Times. 2018-11-30  [2018-11-30]. （原始内容存档于2018-12-01）.
3. ↑  . Presidential Avenue.   [2014-06-15]. （原始内容存档于2007-10-08） （英语）.
4. ↑  龍應台《大江大海一九四九》第69章「誰丟了他的兵籍牌?」
5. ↑  . Scholastic Library Publishing, Inc.   [2015-02-19]. （原始内容存档于2008-06-15） （美国英语）.
6. ↑  . Our Campaigns.   [2015-02-19]. （原始内容存档于2019-04-04） （英语）.
7. ↑  . Central Intelligence Agency. 2007-04-05  [2014-08-04]. （原始内容存档于2019-03-01） （英语）.
8. 1 2 3  . 中国报. 2018-11-30  [2018-12-02]. （原始内容存档于2019-02-21）.
9. ↑  . Youtube. 2016-11-06  [2021-01-21]. （原始内容存档于2022-01-04）.
10. ↑  . The Whitehouse. 2012-01-27  [2013-04-24]. （原始内容存档于2014-03-27）.
11. ↑  Updegrove, Mark K. . Parade. 2012-07-15  [2017-02-15]. （原始内容存档于2019-03-31）.
12. ↑  David, Javier E.; Breuninger, Kevin. . CNBC (NBCUniversal). 2018-12-01  [2018-12-02]. （原始内容存档于2019-05-02）.
13. ↑  Ingber, Sasha. . NPR. 2018-12-01  [2018-12-02]. （原始内容存档于2019-05-02）.
14. ↑  Fernandez, Manny. . The New York Times. 2018-12-06  [2019-01-01]. （原始内容存档于2018-12-16）.
15. ↑  . 香港01. 2018-12-05.
16. ↑  . 香港電台. 2018-12-06  [2019-01-01]. （原始内容存档于2019-01-02）.
17. ↑  Adam Shell. . USA TODAY. 2018-12-03  [2019-01-01]. （原始内容存档于2018-12-19）.
18. ↑  . 环中网从.   [2014-06-13]. （原始内容存档于2014-07-26）.

## 外部連結
- Photos of George Bush during the Gulf War （页面存档备份，存于）（英文）